# Бенешть (Джурджу)
Бенешть, Бенешті (рум. Bănești) — село у повіті Джурджу в Румунії. Входить до складу комуни Єпурешть.
Село розташоване на відстані 24 км на південний захід від Бухареста, 42 км на північ від Джурджу.

## Населення
За даними перепису населення 2002 року у селі проживали 112 осіб. Усі жителі села рідною мовою назвали румунську.
Національний склад населення села:
| Національність | Кількість осіб | Відсоток |
| -------------- | -------------- | -------- |
| румуни         | 107            | 95,5%    |
| цигани         | 5              | 4,5%     |